# کلوین آراسه
کلوین آراسه (انگلیسی: Kelvin Arase؛ زادهٔ ۱۵ ژانویهٔ ۱۹۹۹) بازیکن فوتبال اهل اتریش است.
از باشگاه‌هایی که در آن بازی کرده‌است می‌توان به باشگاه فوتبال راپید وین اشاره کرد.
وی همچنین در تیم‌های ملی فوتبال زیر ۱۵، زیر ۱۷، زیر ۱۸, زیر ۱۹, زیر ۲۰ و زیر ۲۱ سال اتریش بازی کرده‌است.